# Bruce Herbelin-Earle
 (janvier 2022).
Bruce Herbelin-Earle est un acteur et mannequin franco-anglais né le 7 juillet 1998 à East Grinstead dans le Sussex de l'Ouest en Angleterre. Il est principalement connu pour avoir joué dans la série télévisée dramatique Zoe et Raven disponible depuis 2017 sur la plateforme Netflix, où il y interprète le rôle de Marcus Greenbridge.

## Biographie

### Jeunesse
Bruce Herbelin-Earle nait le 7 juillet 1998 à East Grinstead en Angleterre. Il a une sœur cadette Mathilde Herbelin-Earle, elle est artiste professionnelle.

### Carrière
Dès l'âge de 16 ans, Bruce commence à s'intéresser pour auditionner à des castings de séries télévisées. Il a auditionné pour un rôle dans la série The Lodge de Disney Channel. Finalement, il n'a pas été retenu.
Il auditionne ensuite pour le rôle de Marcus Greenbridge dans la série dramatique Zoe et Raven (Free Rein) qu'il a obtenu. Il incarnera le personnage durant 3 saisons de 2017 à 2019 et deux téléfilms. Par ailleurs, pour obtenir ce rôle, Bruce a dû apprendre à monter à cheval.
En 2018, il joue dans le court métrage Wretched Things, dont il est également producteur exécutif. Toujours la même année, il obtient un rôle dans le long-métrage 2: Hrs où il joue le personnage d'Harry. Il apparaît également dans un épisode de la série télévisée britannique Casualty.
En 2019, il joue un des rôles principaux de la mini-série de la chaîne Channel 5 : 15 Days dans le rôle de Josh. Il y retrouve un acteur de la série Zoe et Raven, Freddy Carter. Il déclare lors d'une interview que l'ambiance sur le plateau était très différente de celle sur Zoe et Raven.
En 2020, il apparaît dans le court-métrage Homestay. Le film est disponible sur la plateforme YouTube. La même année, il coécrit la série britannique A Series of Lights disponible sur Prime Video où il tient également un second rôle.

## Filmographie
Sauf indication contraire, les informations mentionnées dans cette section peuvent être confirmées par la base de données cinématographiques IMDb,  présente dans la section « Liens externes ».

### Cinéma
- 2016 : Ouvert la nuit : Snake
- 2017 : The Rizen : un soldat des bois
- 2018 : 2: Hrs : Harry
- 2023 : Ils étaient un seul homme (The Boys in the Boat) de George Clooney

### Courts métrages
- 2016 : Closure : Alex
- 2016 : Family Business : Kevin
- 2018 : Wretched Things : Kyle
- 2020 : Homestay : Chris

### Télévision

#### Séries télévisées
- 2017-2019 : Zoe et Raven (Free Rein) : Marcus Greenbridge
- 2018 : Casualty : Finn Barling
- 2020 : A Series of Light : Nils

#### Téléfilms
- 2018 : Zoe et Raven : Noël Ensemble : Marcus Greenbridge
- 2019 : Zoe et Raven : La Saint-Valentin : Marcus Greenbridge

## Voix françaises
En France, Antoni Lo Presti est la seule voix française de Bruce Herbelin-Earle.
- Antoni Lo Presti dans : Zoe et Raven, Zoe et Raven : Noël Ensemble, Zoe et Raven : La Saint-Valentin